# دریاچه تاواتوی
دریاچه تاواتوی (به لاتین: Lake Tavatui) یک دریاچه در روسیه است که در استان سوردلوفسک واقع شده‌است.